# Афонсо да Силва, Алешандре
Алеша́ндре Афо́нсо да Си́лва (порт. Alexandre Afonso da Silva, 15 августа 1983, Уберландия, Бразилия) — бразильский футболист, полузащитник.

## Биография
Начал свои футбольные выступления на родине в клубах «Марилия» и «Сантос», но закрепиться в составе не сумел, поэтому в 2006 году перебрался в Бельгию, где подписал контракт с «Генком».
В 2008 году перешёл на правах аренды в «Брюссель», но летом вновь вернулся в «Генк».
Летом 2009 года перешёл в «Сент-Трюйден», где отыграл всего полгода. Потом он вернулся в Бразилию, где подписал контракт с клубом «Оэсте».
Летом 2010 года Александре перебрался на Кипр. Сезон 2010/11 он провёл за «Эносис», после чего стал игроком «Омонии». Во второй половине сезона 2011/12 года перешёл в АЕК из Ларнаки.
В июне 2013 года подписал контракт с донецким «Металлургом», в котором стал одним из основных игроков.